# Diadiplosis donaldi
Diadiplosis donaldi är en tvåvingeart som först beskrevs av Harris 1968.  Diadiplosis donaldi ingår i släktet Diadiplosis och familjen gallmyggor.
Artens utbredningsområde är Nigeria. Inga underarter finns listade i Catalogue of Life.